# Serie A1 2025-2026 (pallanuoto maschile)
La Serie A1 2025-2026 è la 107ª edizione della massima serie del campionato italiano maschile di pallanuoto. La stagione regolare inizia il 4 ottobre 2025 per poi concludersi con i play-off e i play-out, con la formula delle gare al meglio delle due partite su tre, a maggio 2026.
Le squadre neopromosse sono la Canottieri Napoli, di ritorno in massima serie dopo cinque anni e la Rari Nantes Salerno di ritorno dopo appena un anno.

## Formula
Le 14 squadre partecipanti si affrontano in un girone all'italiana con partite di andata e ritorno.
Le prime quattro squadre classificate partecipano ai play-off che assegnano il titolo di campione, i due posti in Champions League e i due posti in Euro Cup; le squadre dalla quinta all'ottava posizione partecipano ai play-off di Conference Cup. 
I play-out vedranno coinvolte le squadre classificatesi dalla quintultima alla penultima posizione mentre l'ultima retrocede direttamente in Serie A2.

## Novità
Dopo 6 anni di assenza, vista la promozione in Serie A1 della Canottieri Napoli, torna il derby napoletano Posillipo-Canottieri.
Inoltre, grazie alla promozione del Salerno, la Campania raggiunge la Liguria a quota 3 come numero di squadre rappresentati di regione.

## Squadre partecipanti
| Club              | Città      | Piscina                         | Stagione 2024-2025                                       |
| ----------------- | ---------- | ------------------------------- | -------------------------------------------------------- |
| AN Brescia        | Brescia    | Centro Natatorio Mompiano       | 2ª in Serie A1.                                          |
| Canottieri Napoli | Napoli     | Piscina Felice Scandone         | 1ª nel girone Sud di Serie A2, promossa dopo i play-off. |
| De Akker Bologna  | Bologna    | Piscina Carmen Longo            | 6ª in Serie A1.                                          |
| Florentia         | Firenze    | Piscina Goffredo Nannini        | 11ª in Serie A1, salva dopo i play-out.                  |
| Olympic Roma      | Roma       | Piscina Valco San Paolo         | 12ª in Serie A1, salva dopo i play-out.                  |
| Ortigia           | Siracusa   | Piscina Paolo Caldarella        | 8ª in Serie A1.                                          |
| Posillipo         | Napoli     | Piscina Felice Scandone         | 5ª in Serie A1.                                          |
| Pro Recco         | Recco (GE) | Piscina Comunale (Sori)         | 1ª in Serie A1; campione d'Italia in carica.             |
| Quinto            | Genova     | Piscina Marco Paganuzzi         | 9ª in Serie A1.                                          |
| Roma Vis Nova     | Roma       | Stadio del Nuoto (Monterotondo) | 7ª in Serie A1.                                          |
| Salerno           | Salerno    | Piscina Simone Vitale           | 2ª nel girone Sud di Serie A2, promossa dopo i play-off. |
| Savona            | Savona     | Piscina Carlo Zanelli           | 3ª in Serie A1.                                          |
| Telimar Palermo   | Palermo    | Piscina Comunale di Terrasini   | 10ª in Serie A1, salva dopo i play-out.                  |
| Trieste           | Trieste    | Polo Natatorio "Bruno Bianchi"  | 4ª in Serie A1.                                          |

## Allenatori
| Club              | Allenatore            |
| ----------------- | --------------------- |
| AN Brescia        | Alessandro Bovo       |
| Canottieri Napoli | Vincenzo Massa        |
| De Akker Bologna  | Federico Mistrangelo  |
| Florentia         | Luca Minetti          |
| Olympic Roma      | Mario Fiorillo        |
| Ortigia           | Stefano Piccardo      |
| Posillipo         | Giuseppe Porzio       |
| Pro Recco         | Sandro Sukno          |
| Quinto            | Luca Bittarello       |
| Roma Vis Nova     | Alessandro Calcaterra |
| Salerno           | Christian Presciutti  |
| Savona            | Alberto Angelini      |
| Telimar Palermo   | Marco Baldineti       |
| Trieste           | Maurizio Mirarchi     |

## Regular season

### Classifica
|  | Pos. | Squadra           | Pt | G | V | N | P | GF | GS | DR |
|  | ---- | ----------------- | -- | - | - | - | - | -- | -- | -- |
|  | 1.   | AN Brescia        | -  | - | - | - | - | -  | -  | -  |
|  | 2.   | Canottieri Napoli | -  | - | - | - | - | -  | -  | -  |
|  | 3.   | De Akker Bologna  | -  | - | - | - | - | -  | -  | -  |
|  | 4.   | Florentia         | -  | - | - | - | - | -  | -  | -  |
|  | 5.   | Olympic Roma      | -  | - | - | - | - | -  | -  | -  |
|  | 6.   | Ortigia           | -  | - | - | - | - | -  | -  | -  |
|  | 7.   | Posillipo         | -  | - | - | - | - | -  | -  | -  |
|  | 8.   | Pro Recco         | -  | - | - | - | - | -  | -  | -  |
|  | 9.   | Quinto            | -  | - | - | - | - | -  | -  | -  |
|  | 10.  | Roma Vis Nova     | -  | - | - | - | - | -  | -  | -  |
|  | 11.  | Salerno           | -  | - | - | - | - | -  | -  | -  |
|  | 12.  | Savona            | -  | - | - | - | - | -  | -  | -  |
|  | 13.  | Telimar Palermo   | -  | - | - | - | - | -  | -  | -  |
|  | 14.  | Trieste           | -  | - | - | - | - | -  | -  | -  |

Legenda:
      Ammesse ai play off per titolo Campione d'Italia, qualificazione alla  LEN Champions League 2026-2027 e per la LEN Euro Cup 2026-2027.
      Ammesse ai play off per la LEN Conference Cup 2026-2027.
      Ammesse ai Play out.
      Retrocessa in Serie A2 2026-2027.

### Calendario e risultati
-

## Verdetti
- : Campione d'Italia e qualificat* alla fase ai gironi di LEN Champions League
- qualificat* ai playoff di LEN Champions League
- qualificat* alla fase ai gironi di LEN Euro Cup
- qualificat* ai playoff di LEN Euro Cup
- e  qualificat* ai playoff di LEN Conference Cup.
- e  retrocess* in Serie A2.